# Dion de Syracuse
Pour les articles homonymes, voir Dion.
Dion de Syracuse (né en 408 av. J.-C. à Syracuse et mort en 354 av. J.-C. dans la même ville) est un homme politique grec en Sicile et un élève de Platon. Dans sa ville de naissance, Syracuse, il établit à la fin de sa vie, et pour peu de temps, un pouvoir de type tyrannique. Qu'il se soit en cela inspiré des principes de la théorie platonicienne de l'État, est controversé.

## Famille
Il est le fils de Hipparinos, notable Syracusain. Il a une sœur, Aristomache, et un frère ainé, Megacles. Vers -375, il épouse sa nièce, Arété, la fille de Denys l'Ancien et d'Aristomache. De cette union, ils ont deux fils;
- Hipparinos, né vers -370, décédé en -354;
- Aretaios, né en -354[1].

## Enfance et jeunesse
Hipparinos, le père de Dion, était un citoyen des plus nobles et admirés à Syracuse. Déjà avant la prise de pouvoir du tyran Denys l'Ancien, il était son ami et son confident. En 398, alors qu'il était déjà tyran, Denys épousa Aristomaque, une fille d'Hipparinos et une aînée de Dion. Dion épousa plus tard (vers 375) un des fruits de ce mariage, sa nièce Arété ; il était donc à la fois beau-frère et neveu par alliance du tyran,,. Hipparinos mourut quand ses enfants étaient encore mineurs. C'est alors Denys qui les prit sous tutelle et Dion grandit dans l'environnement du tyran. C'est à cette époque que Denys, dans des combats contre Carthage, l'ennemi traditionnel de Syracuse, plaça une grande partie de la Sicile sous sa domination.
Quand le philosophe Platon se rendit à Syracuse vers 389-388 – date controversée – il rencontra le jeune Dion ; ils scellèrent ensemble une amitié qui durerait toute leur vie. Une légende tardive, selon laquelle Denys l'Ancien aurait lui-même entrepris d'inviter Platon à Syracuse, est invraisemblable. C'est en effet Dion qui obtint que le philosophe fût reçu par le tyran. Leur entretien fut ouvertement inamical, et peu après, Platon quitta la région,,,.

## Politicien à la cour du tyran
Platon assure que Dion devint un adepte convaincu de sa philosophie, laquelle réprouvait fondamentalement la tyrannie. Dion serait donc en opposition avec son oncle et, en conséquence, haï de la cour,,. Mais par ailleurs les sources montrent que la relation de Dion et Denys était excellente ; il bénéficiait de la pleine confiance du tyran, qui lui confia des responsabilités importantes, dont une ambassade à Carthage,. Denys ordonna aussi à son trésorier de payer tout ce que Dion souhaiterait. Il le considérait comme son gendre. Dion acquit ainsi à cette époque un patrimoine si important qu'il permit plus tard, à lui seul, de recruter et financer une armée de mercenaires,,.
Quand le tyran fut atteint en 367 d'une maladie mortelle, la question de la succession n'était pas claire, car son fils aîné Denys II de Syracuse n'avait pas été préparé à gouverner,. Denys II n'était pas un fils d'Aristomaque, la sœur de Dion, mais était le fruit d'un autre mariage de son père. D'Aristomaque Denys l'Ancien avait eu de nombreux enfants, dont deux fils encore jeunes à cette époque. Dion essaya en vain de persuader le tyran à l'agonie d'établir une règle de succession, qui départagerait le pouvoir entre ces enfants, ce qui lui aurait conféré à lui-même une position puissante,,,. Après que la décision fut prise, d'un règne sans partage de Denys II, Dion réussit rapidement, malgré sa rivalité avec le nouveau maître, à préserver sa place à la cour. Cela lui fut favorable, que son adversaire politique Philistos, un aristocrate éminent, qui était tombé en disgrâce auprès de Denys l'Ancien, se tint en retrait,. De plus les liens généalogiques entre Dion et Denys II étaient serrés : la femme de ce dernier, Sophrosyne, était une sœur d'Arété, la compagne de Dion ; et Sophrosyne était aussi la nièce d'Aristomaque, la sœur de Dion.
Dion poussa le nouveau tyran à inviter Platon à la cour comme conseiller ; il pouvait espérer en tirer un renforcement de son influence. Il présenta l'affaire à Platon en lui montrant que c'était là l'occasion d'accorder les rapports de force politiques à sa philosophie de l'État. C'est ce qui aboutit au second voyage de Platon en Sicile, en 366. Denys II était cependant méfiant ; pour apporter un contre-poids au parti de Dion, il convoqua à la cour, avant l'arrivée de Platon, Philistos, le dirigeant de l'opposition,,,. Quand Platon entra en scène, la cour était donc d'ores et déjà parcourue d'une forte tension entre les deux partis opposés.
Déjà à l'époque Dion avait en perspective, soit, avec l'aide de Platon, de faire basculer Denys sous son influence, soit de le renverser,,. Puisque Denys s'intéressait, au moins superficiellement, à la philosophie, et qu'il était fortement impressionné par la personnalité de Platon, la première possibilité semblait être accessible. Restait cependant le parti de Philistos, pour qui cette alternative aurait signifié la défaite, et qui essaya donc de convaincre Denys que Dion ne cherchait, avec la philosophie, qu'à le distraire de la politique, pour engager ses propres neveux dans cette voie, voire s'emparer lui-même du pouvoir. Dion écrivit une lettre aux puissants de Carthage, où il leur tirait sa révérence comme conseiller et messager pour les transactions antérieures avec Denys. Cette lettre fut interceptée et atterrit dans les mains du tyran, qui la lut à Philistos. Sur quoi, Denys inculpa Dion de trahison envers le pays et le bannit,. À la fin de l'été 366, Dion partit pour la Grèce. En raison de ses nombreuses relations, pour certaines éminentes, amis et fidèles, dont Platon et la femme du tyran, son absence ne devait être que provisoire et sa fortune ne fut pas confisquée. L'année suivante, Platon quitta la région à son tour.

## Exil grec
En Grèce, Dion fut mieux accueilli,,. À Corinthe, où il vécut longtemps, il rencontra la sympathie ; à Sparte, il reçut les droits du citoyen, bien que les Spartiates fussent liés au tyran de Syracuse ; à Athènes, il entra dans l'académie de Platon. Puisque ses revenus affluaient, à partir de son patrimoine de Syracuse, il avait un grand train de vie. Bientôt il espéra obtenir le retour dans sa patrie. En 361, Platon se rendit en Sicile pour la troisième fois, sur l'invitation de Denys, et pour obtenir la réhabilitation de Dion. Denys voulait rallier Platon à sa propre cause, mais l'intention de Platon était au contraire d'aider son  ami Dion. Dans le sillage de Platon se trouvaient quelques-uns de ses élèves, dont Speusippos et Xénocrate. Speusippos, futur successeur de Platon comme scholarque, était un radical défenseur de Dion. Il recueillit dans la ville des informations concernant l'avis des habitants, pour évaluer les chances de réussite d'un renversement du tyran par la force, ce qui, selon toute apparence, ne resta pas caché à Denys,,. La méfiance qui en résulta plaça Platon dans une situation difficile. Il n'était plus question dans une telle situation d'une amnistie de Dion, et au contraire Denys confisqua les possessions de Dion restées à Syracuse. Par ailleurs, Denys ordonna à sa demi-sœur Arété, la femme de Dion, qui était restée au pays avec son fils Hipparinos, de rompre son hymen et d'épouser Timocrate, un haut gradé de l'armée et favori du tyran. Nous ne savons pas vraiment si cet ordre fut suivi ou non,. En tout cas, dans ces conditions, une réconciliation des rivaux était impensable. Ainsi Platon, ayant échoué, repartit l'année suivante.

## Retour et victoire militaire

Italie du Sud à l'époque de Dion

Lors de son voyage de retour, Platon rencontra Dion à Olympie et lui rendit compte de l'échec auquel ses efforts avaient abouti. À ce stade du conflit, Dion, qui avait déjà auparavant eu le rôle d'agitateur contre Denys,, ne pouvait plus envisager qu'une solution militaire. Il commença à engager des mercenaires et fit face, dans l'académie, à un point de vue très critique. Platon, qui était lié par les règles de l'hospitalité que Denys lui avait accordée, se tint en retrait, mais il toléra la participation de ses élèves à l'entreprise,,,. Syracuse était certes la plus grande puissance militaire du monde grec à l'époque, mais Speusippos informa Dion qu'au vu de l'impopularité générale à laquelle le tyran était sujet, une petite troupe suffirait pour le coup d'État, car l'attaquant trouverait en Sicile des soutiens importants,.
Du point de rassemblement, sur l'île de Zakynthos, Dion fit voile en 357 avec environ 800 hommes sur cinq bateaux. L'expédition n'était constituée que de deux à trois douzaines de Grecs de Sicile,. La petite flotte accosta en Sicile dans une crique à l'ouest, à Héracléia Minoa, une ville sous contrôle des Carthaginois. Ceux-ci étaient des ennemis traditionnels des Grecs siciliens et en particulier des Syracusains. Pourtant Dion semble avoir établi une relation de confiance à long terme avec eux,. Les Carthaginois accueillirent bien les troupes, les entretinrent et leur apportèrent un soutien logistique. Denys était parti pour l'Italie du Sud avec sa flotte, attendant une attaque de ce côté-là ; cela obligeait Dion à une avancée rapide. Un nombre important de cités se détournèrent du pouvoir de Denys et rejoignirent le soulèvement de Dion, de sorte que l'armée s'agrandit de quelque mille hommes. À Syracuse, Denys, absent, n'avait presque plus de soutiens, les habitants de la ville se soulevaient contre lui. Les Syracusains réservèrent à Dion un accueil enthousiaste et l'élurent, avec son frère Mégaclès, chef de l'armée avec un pouvoir illimité. C'est seulement dans la garnison, qui se trouvait sur l'île d'Ortygie, que les soldats du tyran pouvaient se réfugier. C'est là que Denys, entretemps mis au fait de la défaite, se retrancha et entreprit des tractations avec Dion, lesquelles avortèrent sans succès.
Une attaque surprise des soldats de Denys fut repoussée dans des combats difficiles. Le tyran se trouvait dans une situation plutôt favorable : il pouvait se reposer sur les troupes de son commandant Philistos, sa flotte dominait l'espace maritime, et il avait sous son pouvoir la sœur, la compagne et le fils de Dion. Cette situation se renversa quand arriva de Grèce, à la rescousse de Dion et des Syracusains, une flotte dirigée par Héraclide de Syracuse. En tant que navarque, Héraclide prit le commandement des forces navales syracusaines. Il mena une bataille navale qui aboutit à sa victoire et à la mort de Philistos. Sur quoi, Denys recommença des négociations de paix, afin d'obtenir pour lui-même un départ libre d'Ortygie ; il essayait apparemment de sauver une partie de son pouvoir et de ses possessions, à défaut de la ville,. La certitude de la victoire fit échouer le traité. Finalement, Denys put fuir Ortygie avec quelques vaisseaux, chargés de trésor, sans abandonner la garnison : une partie de ses troupes resta avec les parents de Dion tenus en otages.

## Guerres extérieures et dissensions intérieures
Bientôt après l'entrée triomphale de Dion à Syracuse se développaient déjà dans la ville des tensions entre ses partisans et des cercles qui lui reprochaient de ne pas apporter de liberté, mais d'aspirer pour lui-même à un nouveau régime tyrannique. Les succès militaires, au cours desquels il s'était distingué par sa bravoure, ne pouvaient que pour un temps reléguer ce conflit à l'arrière-plan. Car à ce qu'on a déjà cité s'ajoutait ce fait, qu'il était un citoyen noble et très riche, qui avait rendu des services à la tyrannie durant des années et qui avait des liens familiaux avec le tyran : il était considéré comme aristocrate. On lui reprochait de rechercher, derrière le dos des citoyens et dans l'intérêt de sa famille en captivité, une union avec Denys – une solution que visaient effectivement les propositions de paix de Denys,.
Le parti radical-démocratique, qui pour ces raisons était méfiant, voire hostile, envers Dion, trouva en Héraclide un meneur plus approprié. Héraclide avait été, en exil, un des organisateurs de l'opposition contre Denys II, et avait ensuite servi comme officier. Après sa mutation au poste de commandant de la flotte syracusaine, Dion était son supérieur hiérarchique direct, mais il se profilait aussi comme son rival. À l'été 356, l'assemblée du peuple prit des décisions qui manifestaient une victoire décisive du parti d'Héraclide : une nouvelle répartition des terres et l'arrêt de la paie des soldats. Par ailleurs, de nouveaux commandants furent élus, parmi lesquels Héraclide, mais pas Dion,,,,. Dion se retira alors avec ses soldats dans la ville de Léontini, dont les habitants voulaient se soustraire au pouvoir de Syracuse. Il y fut le bienvenu et les Léontiniens accordèrent à ses soldats le droit de cité. Quand cependant une attaque surprise des troupes de Denys mit les Syracusains dans l'embarras, ils rappelèrent Dion. Celui-ci réussit à repousser les forces du tyran, qui avait déjà conquis et saccagé une bonne partie de la ville. Le parti démocratique, qui avait défailli militairement durant cette crise, tomba en discrédit, ce qui aboutit à un partage du pouvoir : les votes rappelèrent Dion au poste de commandant supérieur, alors qu'Héraclide obtenait le commandement de la flotte.
Cette union n'eut cependant pas une longue vie, car les conflits fondamentaux à propos des propriétés foncières et de la future constitution ne pouvaient être désamorcés. Dion rétablit les anciennes possessions,. Entretemps, après des combats terrestres et maritimes à l'issue mitigée, l'occupation d'Ortygie était devenue insoutenable. On se mit d'accord pour un départ libre, et la famille de Dion fut relâchée. Ainsi, tout Syracuse tombait sous la main de Dion.
Il s'employa désormais énergiquement à réaliser ses idéaux politiques. Déjà avant la chute de la garnison de l'île, il avait promulgué un ordre qui dissoudrait la flotte, atout de son adversaire démocrate, dès qu'elle ne serait plus nécessaire,. Il convoqua un collège (synhédrion), qui en tant qu'assemblée législative devait déterminer une nouvelle constitution, non démocratique. Au Synhédrion appartenaient, en plus des Syracusains, des citoyens de Corinthe, la ville mère de Syracuse. Pour se concilier Héraclide, il le nomma membre de cette assemblée. Héraclide refusa pourtant d'y collaborer, car il réprouvait entièrement son objectif ; il recommença à agiter contre Dion. Or celui-ci n'avait pas abandonné le commandement suprême après la victoire et n'avait pas fait détruire la garnison, ce qui nourrit le soupçon qu'il aspirait à la tyrannie,. Le conflit monta à nouveau en puissance et Héraclide fut tué par les partisans de Dion ; soit sur son ordre, soit du moins avec son accord.

## Chute et mort
Le meurtre d'Héraclide suscita un sentiment d'effarement. Parmi la population, la conviction s'installa, que Dion désirait le règne de la violence et était déjà devenu un nouveau tyran. Cela n'y changea rien, que l'assemblée législative poursuive son activité et conformément aux vœux de Dion, établisse une constitution avec des éléments aristocratiques prédominants,. Puisque la popularité de Dion baissait drastiquement chez les citoyens, la consolidation de sa position de pouvoir dépendait grandement de la fidélité des soldats et donc de leur financement. Après la victoire contre Denys, les soldats n'étaient cependant plus nécessaires et l'assemblée populaire refusa que leur solde perdure. Dion, dont la fortune personnelle était épuisée, essaya, avec des mesures de coercition comme la confiscation des biens de ses adversaires, de réunir les moyens nécessaires. Il dut aussi contraindre ses propres partisans à payer. Cela aboutit à des retards dans le paiement de la solde. Ainsi Dion avait excité le mécontentement général, et même chez les soldats, qui reconnurent la confusion de la situation, s'éclipsa la loyauté,,.
Un confident de Dion, l'officier Callippe, originaire d'Athènes, profita de la situation et entreprit un coup d'État. Ses partisans occupèrent des places clefs dans la ville, pénétrèrent dans la maison de Dion et l'assassinèrent. Les récits de la mort de Dion sont contradictoires concernant les détails, mais unanimes pour dire qu'aucun des nombreux amis de Dion ni de ses gardes du corps n'était prêt à combattre pour lui. Son action, Callippe la justifia comme meurtre de tyran,. On trouve des relations selon lesquelles, un revirement d'opinion ayant opéré après le meurtre, des funérailles officielles auraient eu lieu ; elles sont invraisemblables, ou du moins fortement exagérées. Callippe pouvait se détacher comme nouveau meneur politique. Mais, contrairement à ce que l'on affirme parfois, il n'établit pas de tyrannie, et, au contraire, il préserva les institutions démocratiques,,. Le combat continua contre ceux des partisans de Denys qui étaient restés en Sicile.
Platon composa à propos de la mort de son ami une épigramme. Aux survivants parmi les favoris et partisans de Dion, il adressa sa Septième lettre, dans laquelle il décrivait sa vision de ce qui s'était passé.
La sœur de Dion, Aristomaque, et sa compagne Arété furent jetées en prison après sa mort, pour écraser toute velléité dynastique. Arété y donna naissance à un deuxième fils, cadet d'Hipparinos, qui avait été nommé comme son grand-père. Ces femmes furent plus tard, après le renversement de Callippe, libérées et envoyées en Grèce, mais elles ne survécurent pas au voyage,. Hipparinos lui-même se serait, selon certains, suicidé ; mais cette hypothèse est invraisemblable pour les chercheurs.

## Récits
Sa vie a été écrite par Plutarque et par Cornélius Népos.

#### Sources primaires
- Platon, Septième lettre [(grc + fr) lire en ligne]
- Plutarque, Vies parallèles [détail des éditions] [lire en ligne], « Vie de Dion »

#### Sources secondaires
- (de) Helmut Berve, Dion, Wiesbaden, Akademie der Wissenschaften und der Literatur in Mainz, coll. « Abhandlungen der Geistes- und Sozialwissenschaftlichen Klasse » (no 10), 1957, 141 p. (présentation en ligne)
- (de) Hermann Breitenbach, Platon und Dion, Zurich, Artemis, 1960
- (de) Kurt von Fritz, Platon in Sizilien : und das Problem der Philosophenherrschaft, Berlin, De Gruyter, 1er novembre 1968, 147 p. (ISBN 978-3-11-005188-9 et 978-3-110-051889)
- (de) Renata von Scheliha, Dion : die platonische Staatsgründung in Sizilien, Leipzig, Dieterich, coll. « Das Erbe der Alten » (no XXV, 2e série), 1934, viii-166 (présentation en ligne)
- (de) Jürgen Sprute, « Dions syrakusanische Politik und die politischen Ideale Platons », Hermes, Franz Steiner, vol. 100, no 3,‎ 1972, p. 294-313
- (en) Debra Nails, The People of Plato. A prosopography of Plato and other Socratics, Indianapolis, Hackett Publishing Company, novembre 2002, 392 p. (ISBN 978-0-87220-564-2, LCCN 2002068496)
- (de) Karl Friedrich Stroheker, Dionysios I. Gestalt und Geschichte des Tyrannen von Syrakus, Wiesbaden, 1958
- (de) Kai Trampedach, Platon, die Akademie und die zeitgenössische Politik, Stuttgart, 1994
- (de) Gustav Adolf Lehmann, « Dion und Herakleides », Historia, no 19,‎ 1970

### Sources
- (de) Cet article est partiellement ou en totalité issu de l’article de Wikipédia en allemand intitulé « Dion von Syrakus » (voir la liste des auteurs).